# Кошкино (Меленковский район)
Кошкино — деревня в Меленковском районе Владимирской области, входит в состав Бутылицкого сельского поселения.

## География
Деревня расположена в 5 км на северо-восток от центра поселения села Бутылицы и в 27 км на север от райцентра города Меленки.

### Природные ресурсы
В окрестностях деревни произрастает широкое разнообразие видов сосудистых растений. Населенный пункт окружен смешанными лесами.

## История
В XIX — первой четверти XX века деревня входила в состав Бутылицкой волости Меленковского уезда, с 1926 года — в составе Муромского уезда. В 1859 году в деревне числилось 8 дворов, в 1905 году — 18 дворов, в 1926 году — 43 двора.
С 1929 года деревня входила в состав Бутылицкого сельсовета Меленковского района, с 2005 года — в составе Бутылицкого сельского поселения.

## Население
| 1859 | 1905 | 1926 | 2002 | 2010 | 2021 |
| ---- | ---- | ---- | ---- | ---- | ---- |
| 26   | ↗153 | ↗227 | ↘0   | →0   | ↗3   |